# Wladimir Bielkine
Wladimir A. Bielkine (Russisch: Владимир А. Белкин, Vladimir A. Belkin) (Moskou, 21 oktober 1895 – Gran Canaria, 31 juli 1967) was een Nederlands (vanaf 1933) staatsburger van Russische afkomst. Na de Russische Revolutie van 1917 zwierf hij door een aantal landen in Europa en streek in 1924 neer in Haarlem, waar hij voor het Haarlems Dagblad ging werken als tekenaar. Hij werkte daarna ook als grafisch vormgever voor de cacaofabriek Droste en voor Metz & Co in Amsterdam, voor hij in 1927 voor Philips in Eindhoven op de reclameafdeling zou gaan werken. In Ons Eigen Tijdschrift van Van Houten's Cacaofabriek verzorgde hij bij 11 korte verhalen van Ivans (Jakob van Schevichaven) de illustraties. 
In 1930 nam Bielkine weer ontslag bij Philips omdat hij minder gebonden wil zijn, en vertrok voor enige tijd naar Berlijn. Na zijn verblijf aldaar vestigde hij zich in Amsterdam.
In 1933 trouwde Bielkine met de actrice Mies Elout; uit dit huwelijk werd een zoon, Alexander, geboren. Het huwelijk zou echter geen stand houden vanwege Bielkine's homoseksualiteit.
Naast zijn werk als reclameontwerper was hij ook actief als schilder, ontwerper van boekbanden, illustrator van boeken, decor- en kostuumontwerper. Voor het socialistische dagblad Het Volk dat verscheen bij uitgeverij De Arbeiderspers tekende hij onder meer karikaturen van wereldleiders en andere beroemdheden. Bij De Arbeiderspers zal hij na enige tijd kennisgemaakt hebben met de kunstschilder Melle Oldeboerrigter (1908-1976), die vanaf 1930 als letterzetter en typograaf bij de opmaak van Het Volk betrokken was. Uit een door Melle bijgehouden schrift blijkt dat Bielkine in 1940 en 1941 twee kleine schilderijtjes van hem verwierf.
Verdere biografische gegevens over Bielkine zijn schaars. Bekend is dat bij G.A. van Oorschot in 1947 en 1949 twee uitvoerig door hem geïllustreerde boeken verschenen, te weten De twaalf van Alexander Blok en Het sprookje van Tsaar Saltaan van Poesjkin. Verondersteld wordt echter ook dat hij in november 1947 naar Zürich in Zwitserland is vertrokken. Voorts is bekend dat hij op 31 juli 1967 op Gran Canaria is overleden. In de advertentie waarin zijn ex-echtgenote zijn overlijden aankondigde, deelde zij ook mee dat hun zoon Alexander op 11 december 1962 bij het zwemmen in de Stille Zuidzee was verdronken.